# 2010 na música
Esta é uma relação de eventos notórios que decorreram no ano de 2010 na música.

## Acontecimentos

### Janeiro

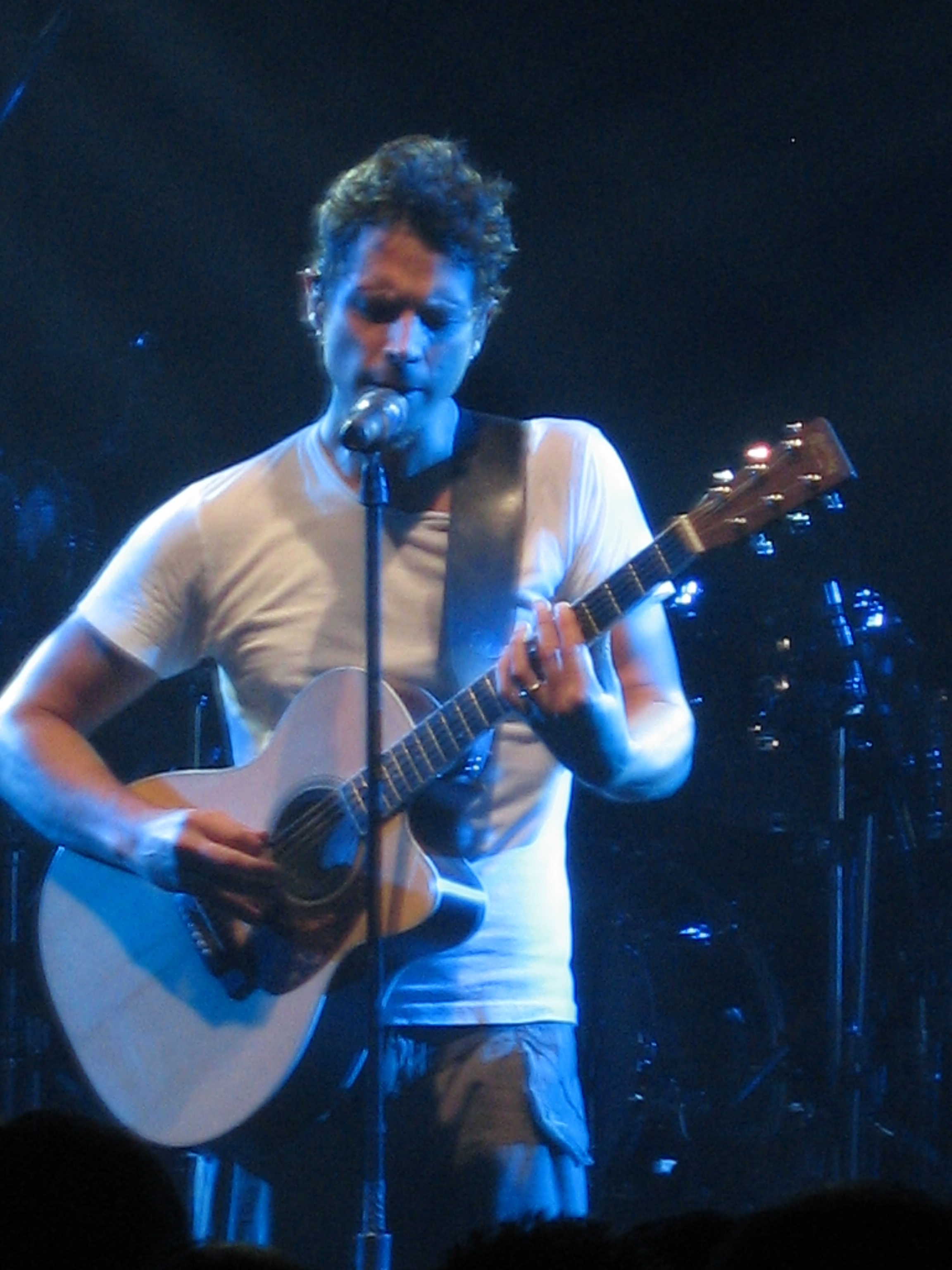
Soundgarden anuncia retorno às atividades após 12 anos de hiato.

- 2 de janeiro: Eddie Vedder, do Pearl Jam, é processado por mudar letra de canção.[1]
- 2 de janeiro: Soundgarden anuncia retorno às atividades após 12 anos de hiato.[2]
- 3 de janeiro: Coldplay arrecada mais de 250 mil libras em leilão beneficente.[3]
- 4 de janeiro: Axl Rose desmente que o Guns N' Roses tocaria com o Jane's Addiction.[4]
- 4 de janeiro: David Bowie ganha álbum tributo com MGMT, Carla Bruni e John Frusciante.[5]
- 5 de janeiro: Vampire Weekend disponibiliza seu novo álbum no MySpace.[6]
- 5 de janeiro: Pearl Jam libera download de nova música para usuários do Twitter.[7]
- 6 de janeiro: Rolling Stones descarta realização de turnê mundial neste ano.[8]
- 7 de janeiro: P.O.D confirma sete apresentações em março no Brasil.[9]
- 7 de janeiro: Kings of Leon desmentem parceria musical com a cantora Leona Lewis.[10]
- 8 de janeiro: Jack White anuncia que tem planos de lançar seu primeiro álbum solo.[11]
- 8 de janeiro: The Ting Tings terá participação de Rihanna em novo álbum.[12]
- 8 de janeiro: Polícia encerra investigação sobre a morte de Michael Jackson.[13]
- 10 de janeiro: Scorpions divulga capa de seu próximo álbum, Sting in the Tail.[14]
- 11 de janeiro: Sepultura abrirá dois shows do Metallica no Brasil em janeiro.[15]
- 11 de janeiro: Slash afirma ter recusado proposta de 100 milhões de dólares para voltar ao Guns N' Roses.[16]
- 12 de janeiro: The Ting Tings divulga título de seu próximo álbum de estúdio.[17]

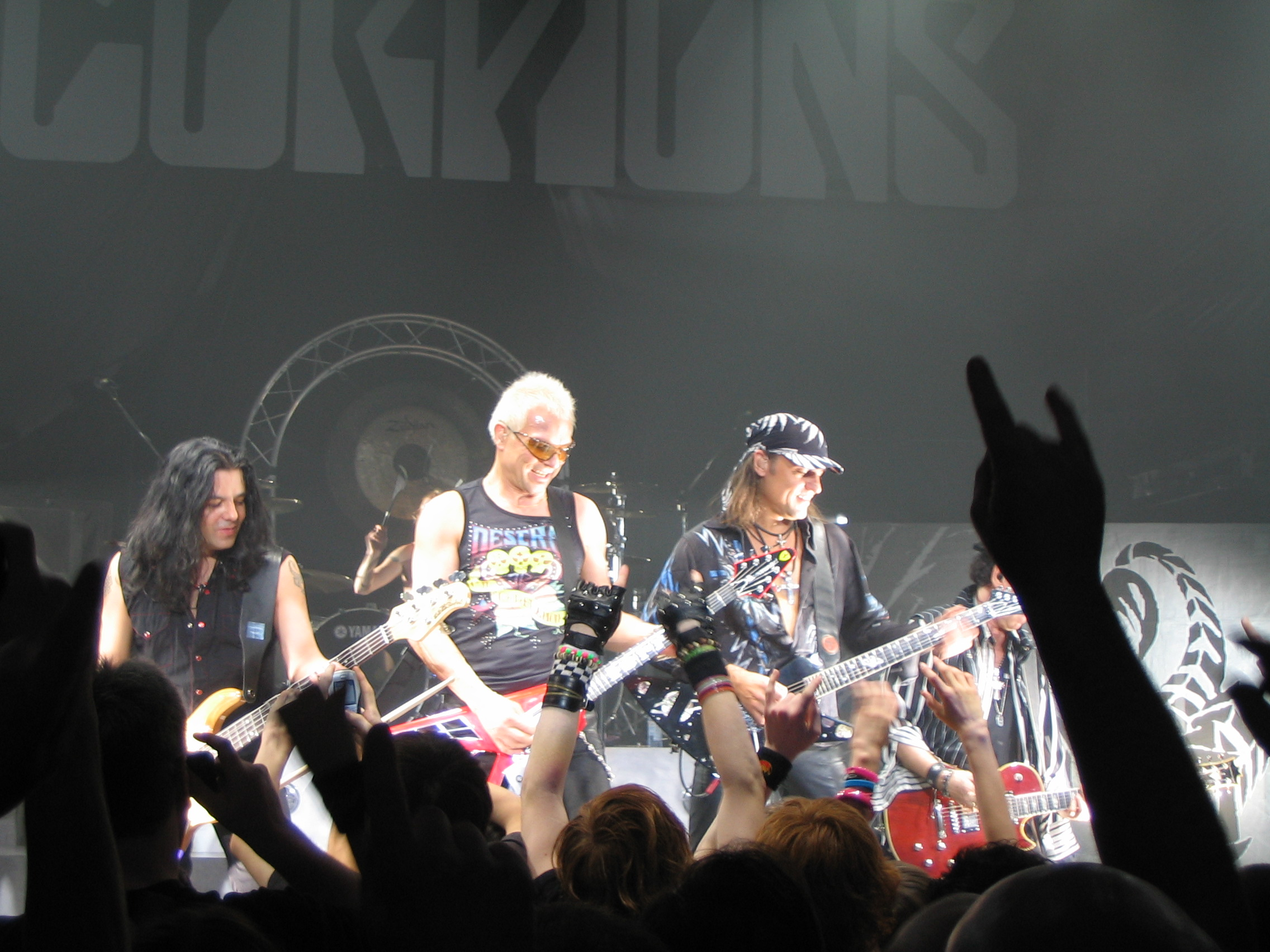
Scorpions anuncia fim da carreira após próximo álbum e turnê.

- 15 de janeiro: Dream Theater volta ao Brasil em março com shows em três capitais.[18]
- 17 de janeiro: Show do Metallica em Porto Alegre tem local alterado.[19]
- 20 de janeiro: The Smashing Pumpkins disponibiliza música de seu novo trabalho.[20]
- 21 de janeiro: Iced Earth cancela apresentações no Chile, Argentina e Colômbia.[21]
- 21 de janeiro: Cinema Bizarre anuncia fim da banda.
- 22 de janeiro: The Killers cancela todos os shows da turnê asiática.[22]
- 25 de janeiro: Kings of Leon nega boatos de que estaria mudando de gravadora.[23]
- 25 de janeiro: Scorpions anuncia fim da carreira após próximo álbum e turnê.[24]
- 26 de janeiro: Serj Tankian, do System of a Down, anuncia detalhes de álbum solo.[25]
- 27 de janeiro: Will.i.am e Slash fazem cover de "My Generation", do The Who.[26]
- 27 de janeiro: A cantora Avril Lavigne lança um de seus singles de maior sucesso, Alice.
- 28 de janeiro: Joan Jett elogia filme biográfico sobre o grupo The Runaways.[27]
- 29 de janeiro: Liam Gallagher diz que o Oasis deveria ter se separado mais cedo.[28]
- 31 de janeiro: The Gossip tem dois shows confirmados no Brasil em março.[29]
- 31 de janeiro: Beyoncé se torna a maior vencedora numa só noite do Grammy Awards, ao vencer 6 categorias.[30]

### Fevereiro

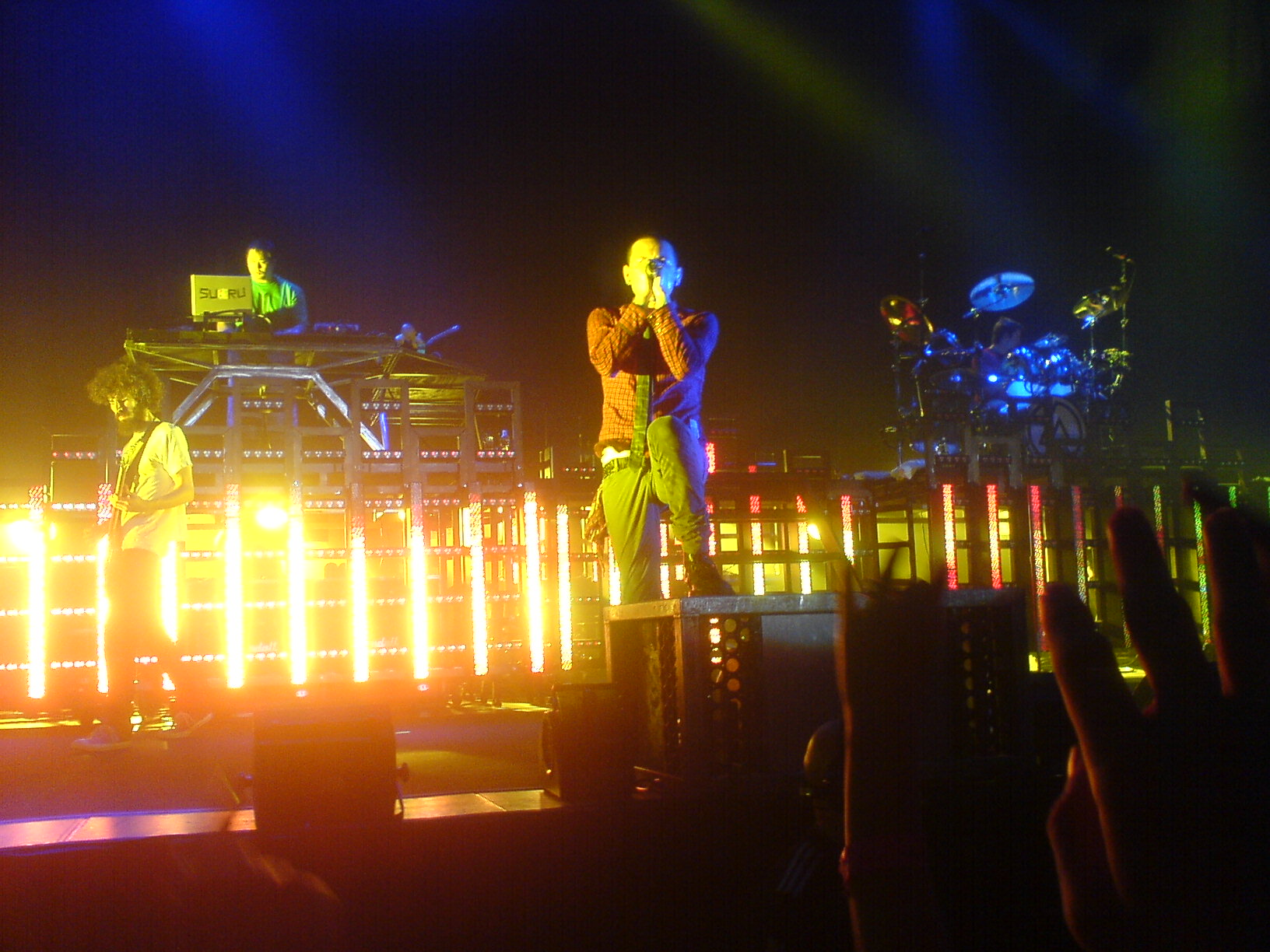
Linkin Park lança novo videoclipe para ajudar as vítimas no Haiti.

- 1 de fevereiro: Noel Gallagher anuncia primeira apresentação após sua saída do Oasis.[31]
- 1 de fevereiro: Red Hot Chili Peppers se apresenta com novo guitarrista em Los Angeles.[32]
- 4 de fevereiro: Gorillaz divulga videoclipe promocional de seu próximo álbum.[33]
- 4 de fevereiro: Them Crooked Vultures anuncia planos de gravar segundo álbum neste ano.[34]
- 4 de fevereiro: A cantora Beyoncé faz show em Florianópolis abrindo sua turnê I Am Tour no Brasil.[35]
- 4 de fevereiro: Men at Work é condenado por plágio na música "Down Under".[36]
- 5 de fevereiro: Simply Red fará quatro shows no Brasil em sua última turnê da carreira.[37]
- 6 de fevereiro: Liam Gallagher revela que sua nova banda não irá se chamar Oasis.[38]
- 9 de fevereiro: Josh Farro, guitarrista do Paramore, não participará de turnê da banda.[39]
- 11 de fevereiro: The Killers cancela shows na Austrália.[40]
- 12 de fevereiro: Linkin Park lança novo videoclipe para ajudar as vítimas no Haiti.[41]
- 19 de fevereiro: Morre a mãe de Brandon Flowers, o vocalista do The Killers.[42]
- 22 de fevereiro: Deftones disponibiliza música inédita para ser baixada gratuitamente.[43]

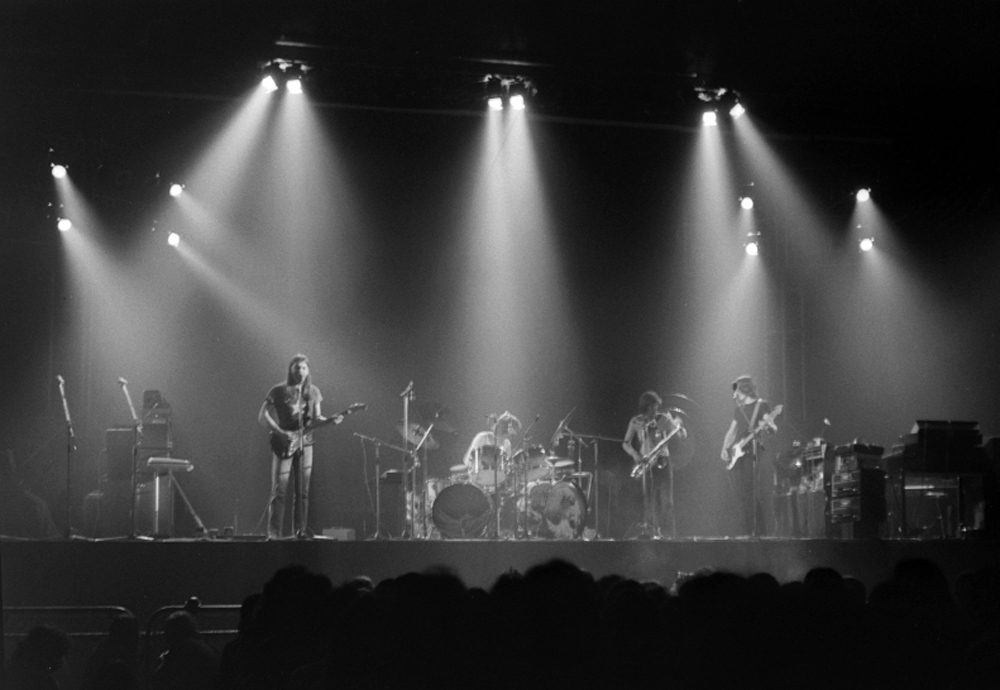
Pink Floyd ganha disputa judicial contra a gravadora EMI.

- 25 de fevereiro: Angra divulga vídeos da pré-produção do novo álbum da banda.[44]
- 28 de fevereiro: Kimberly Wyatt e Ashley Roberts saem do The Pussycat Dolls e futuro do grupo é incerto.[45]

### Março
- 2 de março: Gogol Bordello anuncia detalhes de seu próximo álbum de estúdio.[46]
- 2 de março: Pavement realiza primeira apresentação em mais de uma década.[47]
- 4 de março: Aerosmith anuncia turnê na América Latina e São Paulo está na lista.[48]
- 5 de março: Rihanna lança o single Rude Boy, um dos maiores hits de sua carreira e seu sexto número um na parada de singles americana.
- 8 de março: Iron Maiden confirma disco novo e turnê nos Estados Unidos com o Dream Theater.[49]
- 8 de março: Gorillaz lançam o seu terceiro álbum Plastic Beach.
- 10 de março: The Smashing Pumpkins abre concurso para escolher baixista e tecladista.[50]
- 10 de março: DragonForce anuncia saída de vocalista e abre testes para substituto.[51]
- 11 de março: Lady Gaga lança o clipe de Telephone, parceria com Beyoncé,[52] faixa que atingiu o top 3 da Hot 100 naquele ano,[53] tendo seu clipe nomeado para 3 VMAs naquele ano, além de ser considerado um dos maiores clipes da história pela revista NME.[54]
- 11 de março: Show do a-ha em Brasília no dia 16 de março tem local alterado.[55]
- 11 de março: Pink Floyd ganha disputa judicial contra a gravadora EMI.[56]
- 14 de março: Show do Guns N' Roses no Rio de Janeiro é cancelado por causa da chuva.[57]
- 18 de março: A banda escocesa Franz Ferdinand realiza o primeiro show da sua turnê pelo Brasil, começando por Porto Alegre e depois pelo Rio de Janeiro, Brasília e São Paulo.[58]
- 23 de março: Justin Bieber lança o álbum My World 2.0, com o smash hit Baby. Em alguns países, entre eles o Brasil, foi lançado como My Worlds, contendo também as oito faixas do EP My World.
- 26 de março: Show do Guns N' Roses no Rio de Janeiro é remarcado para 4 de abril.[59]
- 30 de março: Rage Against the Machine convida Susan Boyle para cantar em show.[60]

### Abril
- 7 de abril: O Troféu Talento, maior prêmio da música gospel encerrou suas atividades.[61]
- 10 de abril: Davi Sacer, vocalista e um dos líderes do Trazendo a Arca anuncia seu desligamento do grupo junto à sua esposa para carreira solo.[carece de fontes?]
- 11 de Abril: O DJ e Produtor Musical Neerlandês Hardwell funda a Sua Própria Gravadora, Chamada Revealed Recordings.
- 21 de abril: O grupo Renascer Praise, gravou no Museu do Ipiranga seu 16º álbum, "Andando Sobre as Águas",  com a presença de 40 mil pessoas no evento. A faixa-título foi eleita a música do ano pelo Troféu Melhores do Ano.
- 27 de abril: Miranda Cosgrove, estrela da série iCarly, da Nickelodeon, lança Sparks Fly, seu primeiro álbum solo.
- 27 de abril: M.I.A., cantora cingalesa lança polêmico vídeo clipe para a canção Born Free, que envolve violência e critica os Estados Unidos, o vídeo é proibido no YouTube e se torna o melhor vídeo de 2010 pela NME.
- 29 de abril: É lançado, no Conservatório Nacional, o primeiro número da Revista Glosas.

### Maio

O single California Gurls, um dos maiores sucessos de 2010.

- 7 de Maio: Katy Perry lança California Gurls, single carro-chefe de seu segundo álbum de estúdio, Teenage Dream, tornando-se a música mais vendida e executada de 2010 .
- 7 de Maio: A cantora Sandy lança seu primeiro álbum de estúdio de sua carreira solo, Manuscrito. O disco vendeu mais de 80 mil cópias, e ganhou certificação de platina.
- Rock in Rio Lisboa.
- 29 de maio: Miley Cyrus se apresenta em Portugal pela primeira vez.
- Demi Lovato volta ao Brasil, agora pela solo South American Tour.
- 11 de Maio é editado a compilação Benfica: Campeões Nacionais 2009/2010, CD de homenagem ao título de campeão nacional de futebol conquistado pelo Sport Lisboa e Benfica.
- 24 de Maio morre Paul Gray, baixista do Slipknot, aos 38 anos.[62]

### Junho
- 5 de junho: Exaltasamba grava o álbum Exaltasamba 25 Anos Ao Vivo que fez muito sucesso em 2010 e 2011, isto foi um show gravado ao vivo no Estádio Palestra Itália.
- 8 de junho: É lançado o videoclipe de Alejandro, terceira faixa de trabalho do The Fame Monster, de Lady Gaga, e que atingiu o top 5 da Hot 100 no mesmo ano.
- 22 de Junho: Cyndi Lauper Lança seu décimo primeiro álbum de estúdio, intitulado: Memphis Blues.
- Rock in Rio Madrid.

### Julho
- 2 de julho e 3 de julho: O sexteto carioca Roupa Nova grava, no Credicard Hall em São Paulo o CD/DVD

Roupa Nova 30 anos, em comemoração aos 30 anos de carreira do grupo sem alteração na formação original.
- 13 de Julho: M.I.A. lança seu terceiro, polêmico e mais bem sucedido álbum nas paradas de sucesso, e enfrenta dificuldades em achar seu álbum nos sites de busca devido ao nome [.///////Y// /\/\/\Y/\].
- 17 de Julho: Banda Oddie faz show beneficente para comunidade Belo Horizontina no Rock Do Regina interpretando suas canções Mero Clichê e Doce Anjo.
- 17 de Julho: Gravação do 13º álbum de Diante do Trono: "Aleluia", gravado ao vivo no Parque do Peão em Barretos/SP.
- 23 de Julho : A banda britânica One Direction é formada pelo produtor musical Simon Cowell em seu programa The X Factor.
- 27 de Julho: Banda americana de metal Avenged Sevenfold lança o álbum "Nightmare", alcançando o primeiro lugar no Billboard 200 na mesma semana - marcando como a época de maior sucesso para a banda, antes tida como "underground" - logo após a morte do baterista, The Rev, em 2009.

### Agosto
- 16 de Agosto: Iron Maiden lança seu décimo quinto álbum de estúdio: The Final Frontier.
- 30 de Agosto: Recheado de sucessos, Katy Perry lança o seu segundo álbum, Teenage Dream.

A artista Lady Gaga foi considerada uma das cinco pessoas mais influentes do mundo em 2010 pela TIME, além de ser nomeada artista do ano pela Billboard.

### Setembro
- 1 de Setembro: Shakira lança Loca, o primeiro single de seu álbum Sale El Sol, em duas versões, uma em espanhol, com participação do cantor dominicano El Cata, e outra em inglês, com a participação do rapper Dizzee Rascal.
- 10 de Setembro: Rihanna lança Only Girl (In The World), primeiro single de seu quinto álbum,  Loud. A canção se tornou um enorme sucesso, atingindo o topo de tabelas musicais de mais de 15 países, incluindo as estadunidense e britânica.
- 12 de setembro: Acontece o 27º VMAs, premiação anual da MTV, onde a artista estadunidense Lady Gaga se torna a maior vencedora da noite, levando 8 das 13 categorias as quais concorria, além de artista mais nominada da história em apenas uma noite. Na entrega do prêmio de Vídeo do Ano (a cantora concorria com duas faixas, vencendo com "Bad Romance"),[66] Gaga sobe ao palco com seu icônico vestido de carne[67], onde canta um trecho de seu próximo lead single, Born This Way.[68]
- 15 de Setembro: Shakira inicia turnê mundial do álbum Sale El Sol pelos cinco continentes, The Sun Comes Out World Tour.
- 17 de Setembro: Tarja Turunen lança seu terceiro álbum solo, chamado What Lies Beneath.
- 21 de Setembro: Scorpions fazem show de despedida ao Brasil em Curitiba.

### Outubro
- 2 de Outubro: A cantora mexicana Anahí chega ao Brasil mais uma vez, para uma série de shows da Mi Delirio World Tour Reloaded por Fortaleza, Brasília, São Paulo, Rio de Janeiro e Porto Alegre além de passagens por diversos programas de TV.
- 4 de Outubro:Miley Cyrus lança o polêmico clipe Who Owns My Heart que foi banido em alguns países.
- 6 de Outubro: Depois de 15 anos longe, a banda de New Jersey Bon Jovi retorna ao Brasil com a The Circle Tour, fazendo seu primeiro show em São Paulo no Estádio do Morumbi para 65 mil pessoas.
- 10 de outubro: A cantora Anahí cantou no HSBC Brasil, batendo o recorde de público do extinto grupo RBD.
- 11 de outubro: Show da banda Linkin Park, QOSA, Pixies, Incubus no festival SWU. Banda americana Big Time Rush, lança a estreia do álbum B.T.R. em 11 de outubro de 2010 pela Columbia Records.
- 13 de outubro: A banda californiana Green Day desembarca no Brasil para quatro shows da turnê mundial do álbum 21st Century Breakdown, depois de 12 anos sem se apresentar no país e na América Latina. O primeiro show foi em Porto Alegre, o segundo foi no Rio de Janeiro (15 de outubro), o terceiro em Brasília (17 de outubro) e o último em São Paulo (20 de outubro).
- 15 de outubro: Black Eyed Peas fez seu primeiro show no Brasil da turnê: The End World Tour que foi realizando em Fortaleza. O segundo show foi 17 de outubro em Recife. O terceiro show foi 19 de outubro em Salvador. O quarto show foi 22 de outubro em Brasília. O quinto show foi 24 de outubro no Rio de Janeiro. O sexto show foi 27 de outubro em Belo Horizonte. O sétimo show foi 30 de outubro em Porto Alegre. O penúltimo show foi 1 de Novembro em Florianópolis. O último show foi 4 de Novembro em São Paulo.
- 19 de Outubro: Shakira lança seu terceiro álbum bilíngue, Sale El Sol.

### Novembro
- 07 de novembro - O ex-Beatle Paul McCartney apresenta-se em Porto Alegre, no Brasil pela turnê "Up and Coming Tour".
- 09 de Novembro - Lançamento do novo DVD da banda inglesa Bee Gees chamado In Our Own Time, 7 anos após a morte de seu integrante Maurice Gibb.
- 12 de Novembro - Rihanna lança o seu quinto álbum de estúdio, Loud, tornando-se o disco mais vendido por uma artista negra nos anos 2010.
- 21 de novembro - O ex-Beatle Paul McCartney apresenta-se em São Paulo, no Estádio do Morumbi,no Brasil pela turnê "Up and Coming Tour".
- 22 de novembro - O ex-Beatle Paul McCartney apresenta-se mais uma vez em São Paulo, no Estádio do Morumbi,no Brasil encerrando a turnê "Up and Coming Tour".
- 22 de novembro a banda Americana My Chemical Romance lança o álbum Danger Days: The True Lives of the Fabulous Killjoys que logo alcança grande sucesso de vendas.
- 23 de novembro - A banda alemã Tokio Hotel faz apresentação única em São Paulo.
- 28 de novembro - É formado o grupo Japonês Babymetal.
- 29 de Novembro - System of a Down confirma o retorno da banda, após a saída do hiato começada em 2006.

### Dezembro
- 4 de dezembro - a banda A-ha termina sua correira com um show histórico em Oslo, na Noruega, tocando os seus grandes sucessos, como - Take On Me, Hunting High and Low, Crying in The Rain, The Sun Always Shines on TV, Cry Wolf, Stay on These Roads, I've Been Losing You, Manhattan Skyline, Early Morning, e outros.
- 21 de dezembro - A banda japonesa Ikimono-gakari anunciou um hiato para o primeiro semestre de 2011, após o show Ikimono Gakari Yoshioka Kiyoe no All Night Nippon (dia 21 de dezembro) e o Kōhaku Uta Gassen (dia 31 de dezembro), que seria a última atividade deles antes do hiato. O hiato aconteceu quando a banda estava no auge de vendas com seu best álbum Ikimonobakari ~Members BEST Selection~, vendendo mais de 1 milhão de cópias.[69][70]

## Lançamento de álbuns

### Janeiro
| Dia | Álbum                               | Artista                | Gênero                      | Ref    |
| --- | ----------------------------------- | ---------------------- | --------------------------- | ------ |
| 5   | VH1 Storytellers: Kanye West        | Kanye West             | Hip hop, R&B                | [ 71 ] |
| 5   | Unbroken                            | Katharine McPhee       | Pop, R&B                    | [ 72 ] |
| 5   | Animal                              | Kesha                  | Pop, Dance, Hip hop         | [ 73 ] |
| 12  | Of the Blue Colour of the Sky       | OK Go                  | Power pop, Rock alternativo | [ 74 ] |
| 12  | Ollusion                            | Omarion                | R&B                         | [ 75 ] |
| 12  | Y Not                               | Ringo Starr            | Rock                        | [ 76 ] |
| 12  | Contra                              | Vampire Weekend        | Indie rock                  | [ 77 ] |
| 18  | The Betrayed                        | Lostprophets           | Nu metal, Rock alternativo  | [ 78 ] |
| 19  | Behave Yourself (EP)                | Cold War Kids          | Indie rock, Soul            | [ 79 ] |
| 19  | End Times                           | Eels                   | Rock alternativo            | [ 80 ] |
| 19  | My Dinosaur Life                    | Motion City Soundtrack | Pop punk                    | [ 81 ] |
| 19  | Transference                        | Spoon                  | Indie rock                  | [ 82 ] |
| 20  | The Sea                             | Corinne Bailey Rae     | Soul, Jazz                  | [ 83 ] |
| 22  | Implements of Hell                  | Suicide Commando       | Industrial                  | [ 84 ] |
| 26  | The Greatest Love Songs of all Time | Barry Manilow          | Pop                         | [ 85 ] |
| 26  | Teen Dream                          | Beach House            | Indie rock, Dream pop       | [ 86 ] |

### Fevereiro
| Dia | Álbum                                                   | Artista           | Gênero                | Ref     |
| --- | ------------------------------------------------------- | ----------------- | --------------------- | ------- |
| 1   | We Are Here                                             | Apparatjik        | Rock experimental     | [ 87 ]  |
| 1   | One Life Stand                                          | Hot Chip          | Eletrônica            | [ 88 ]  |
| 1   | The Courage of Others                                   | Midlake           | Folk rock             | [ 89 ]  |
| 2   | Rebirth                                                 | Lil Wayne         | Rap                   | [ 90 ]  |
| 2   | Hellbilly Deluxe 2                                      | Rob Zombie        | Heavy metal           | [ 91 ]  |
| 8   | Screamworks: Love in Theory and Practice, Chapters 1–13 | HIM               | Rock alternativo      | [ 92 ]  |
| 8   | Heligoland                                              | Massive Attack    | Eletrônica            | [ 93 ]  |
| 9   | For Those Who Wait                                      | Fireflight        | Rock cristão          | [ 94 ]  |
| 9   | Soldier of Love                                         | Sade              | R&B, Soul             | [ 95 ]  |
| 9   | Mechanize                                               | Fear Factory      | Metal industrial      | [ 96 ]  |
| 14  | Love                                                    | Angels & Airwaves | Rock alternativo      | [ 97 ]  |
| 16  | Peace and Love                                          | Juliana Hatfield  | Indie rock            | [ 98 ]  |
| 16  | The Constant                                            | Story of the Year | Post-hardcore         | [ 99 ]  |
| 17  | Nifelvind                                               | Finntroll         | Folk metal            | [ 100 ] |
| 23  | This Addiction                                          | Alkaline Trio     | Punk rock             | [ 101 ] |
| 23  | I Liked It Better When You Had No Heart                 | Butch Walker      | Pop rock              | [ 102 ] |
| 23  | Have One On Me                                          | Joanna Newsom     | Indie folk            | [ 103 ] |
| 23  | American VI: Ain't No Grave                             | Johnny Cash       | Folk                  | [ 104 ] |
| 23  | Work                                                    | Shout Out Louds   | Indie pop, Indie rock | [ 105 ] |
| 23  | The Saving One                                          | Starfield         | Rock cristão          | [ 106 ] |
| 23  | Computers and Blues                                     | The Streets       | Hip hop               | [ 107 ] |
| 26  | Jason Derülo                                            | Jason Derülo      | Pop, R&B              | [ 108 ] |

### Março
| Dia | Álbum               | Artista        | Gênero               | Ref     |
| --- | ------------------- | -------------- | -------------------- | ------- |
| 8   | A Curious Thing     | Amy Macdonald  | Folk rock, indie pop | [ 109 ] |
| 9   | Battle of the Sexes | Ludacris       | Hip hop              | [ 110 ] |
| 16  | Survival Story      | Flobots        | Rock alternativo     | [ 111 ] |
| 17  | 10 My Me            | Morning Musume | Pop                  | [ 112 ] |
| 31  | Hiperativo          | Strike         | Pop punk             |         |

### Abril
| Dia | Álbum                                       | Artista                 | Gênero                    | Ref     |
| --- | ------------------------------------------- | ----------------------- | ------------------------- | ------- |
| 4   | Dark World Burden                           | Painside                | Heavy metal               | [ 113 ] |
| 26  | Signo Solar                                 | Flor de Lis             | Música do mundo           | [ 114 ] |
| 27  | Sparks Fly                                  | Miranda Cosgrove        | Pop                       | [ 115 ] |
| 27  | B.o.B Presents: The Adventures of Bobby Ray | B.o.B                   | Hip hop                   | [ 116 ] |
| 27  | Fever                                       | Bullet for My Valentine | Heavy Metal, Thrash Metal |         |

### Maio
| Dia | Álbum      | Artista | Gênero | Ref     |
| --- | ---------- | ------- | ------ | ------- |
| 07  | Manuscrito | Sandy   | Pop    | [ 117 ] |

### Junho
| Dia | Álbum  | Artista            | Gênero |
| --- | ------ | ------------------ | ------ |
| 04  | Bionic | Christina Aguilera | Pop    |

### Julho
| Dia | Álbum                  | Artista           | Gênero                                | Ref     |
| --- | ---------------------- | ----------------- | ------------------------------------- | ------- |
| 2   | Can't Be Tamed         | Miley Cyrus       | Pop (Dance-pop, electropop, synthpop) |         |
| 20  | We Stitch These Wounds | Black Veil Brides | Pós-hardcore (Heavy Metal)            |         |
| 27  | Nightmare              | Avenged Sevenfold | Heavy metal                           | [ 118 ] |

### Agosto
| Dia | Álbum              | Artista     | Gênero                  | Ref     |
| --- | ------------------ | ----------- | ----------------------- | ------- |
| 16  | The Final Frontier | Iron Maiden | Heavy metal             | [ 119 ] |
| 22  | Aqua               | Angra       | Progressive Power Metal | [ 120 ] |
| 30  | Teenage Dream      | Katy Perry  | Pop                     |         |
| 31  | Asylum             | Disturbed   | Heavy metal             |         |

### Setembro
| Dia | Álbum                       | Artista     | Gênero                     | Ref     |
| --- | --------------------------- | ----------- | -------------------------- | ------- |
| 13  | Twilight Dementia (ao vivo) | DragonForce | Speed metal, Power metal   | [ 121 ] |
| 14  | A Thousand Suns             | Linkin Park | Nu-Metal, Rock Alternativo | [ 122 ] |

### Novembro
| Dia | Álbum                        | Artista         | Gênero          | Ref     |
| --- | ---------------------------- | --------------- | --------------- | ------- |
| 4   | Roupa Nova 30 anos (ao vivo) | Roupa Nova      | MPB, Pop        | [ 123 ] |
| 12  | Loud                         | Rihanna         | R&B, Dance-pop  |         |
| 23  | Mi Delirio - Edición Deluxe  | Anahí           | Pop             |         |
| 27  | Patricia Marx & Bruno E.     | Patricia Marx   | MPB, Jazz, Soul | [ 124 ] |
| 29  | The Beginning                | Black Eyed Peas | Pop             |         |

### Dezembro
| Dia | Álbum                              | Artista         | Gênero |
| --- | ---------------------------------- | --------------- | ------ |
| 2   | Marcelo D2 canta: Bezerra da Silva | Marcelo D2      | Samba  |
| 12  | Entre a Fé e a Razão               | Trazendo a Arca | Gospel |
| 14  | Michael                            | Michael Jackson | Pop    |

## Lançamentos de Singles

### Janeiro
| Dia | Single              | Artista            |
| --- | ------------------- | ------------------ |
| 12  | I’d Do It All Again | Corinne Bailey Rae |

### Fevereiro
| Dia | Single                      | Artista         |
| --- | --------------------------- | --------------- |
| 02  | Nothin' on You              | B.o.B           |
| 10  | Onna ga Medatte Naze Ikenai | Morning Musume  |
| 15  | Telephone                   | Lady Gaga       |
| 19  | Blah Blah Blah              | Kesha           |
| 19  | Giving Up the Gun           | Vampire Weekend |
| 19  | Rude Boy                    | Rihanna         |
| 23  | My Chick Bad                | Ludacris        |

### Março
| Dia | Single                       | Artista          |
| --- | ---------------------------- | ---------------- |
| 01  | Don't Tell Me That It's Over | Amy Macdonald    |
| 12  | Kissin' U                    | Miranda Cosgrove |
| 16  | Me Hipnotizas                | Anahí            |
| 16  | Quiero                       | Anahí            |

### Abril
| Dia | Single                     | Artista   |
| --- | -------------------------- | --------- |
| 01  | Last of the American Girls | Green Day |
| 13  | Airplanes                  | B.o.B     |
| 17  | The Only Exception         | Paramore  |

### Maio
| Dia | Single                                   | Artista    |
| --- | ---------------------------------------- | ---------- |
| 4   | My First Kiss                            | 3OH!3      |
| 7   | California Gurls                         | Katy Perry |
| 17  | Neutron Star Collision (Love Is Forever) | Muse       |
| 18  | Alejandro                                | Lady Gaga  |

### Julho
| Dia | Single          | Artista    |
| --- | --------------- | ---------- |
| 10  | Arising Thunder | Angra      |
| 22  | Teenage Dream   | Katy Perry |

### Setembro
| Dia | Single                   | Artista |
| --- | ------------------------ | ------- |
| 1   | Loca                     | Shakira |
| 10  | Only Girl (In the World) | Rihanna |

### Outubro
| Dia | Singles        | Artista            |
| --- | -------------- | ------------------ |
| 14  | Poison         | Nicole Scherzinger |
| 19  | I Wanna Be Bad | Jessica Sutta      |
| 19  | Alérgico       | Anahí              |
| 26  | Firework       | Katy Perry         |
| 29  | What's My Name | Rihanna            |

### Novembro
| Dia | Single             | Artista                    |
| --- | ------------------ | -------------------------- |
| 09  | Stars In Your Eyes | Her Majesty And The Wolves |